# Mel Stuart
Mel Stuart (* 2. September 1928 in New York City; † 9. August 2012 in Beverly Hills, Kalifornien) war ein US-amerikanischer Filmregisseur und Filmproduzent.

## Karriere
Nach seinem Abschluss an der New York University begann Stuart 1954 als Schnittassistent bei einer Firma der Werbebranche. Seit 1959 arbeitete Stuart für David L. Wolper in dessen neuer Filmproduktionsgesellschaft als Produzent und Regisseur mehrerer Dokumentarfilme sowie als Regisseur der Filme So reisen und so lieben wir (If It’s Tuesday, This Must Be Belgium, 1969), Charlie und die Schokoladenfabrik (Willy Wonka & the Chocolate Factory, 1971) und Feuerfalle (The Triangle Factory Fire Scandal, 1979). Nach der Übernahme der Wolper Organization durch Warner Brothers im Jahr 1977 schuf Stuart als freischaffender Produzent und Regisseur weitere Filme wie Running on the Sun: The Badwater 135 (2000). Insgesamt war er während seiner Karriere an über 180 Filmen beteiligt.

## Filmografie (Auswahl)
- 1964: Vier Tage im November (Four Days in November) (Dokumentarfilm) – als Regisseur und Produzent
- 1969: So reisen und so lieben wir (If It's Tuesday, This Must Be Belgium) – als Regisseur
- 1970: Ich liebe meine Frau (I Love My Wife) – als Regisseur
- 1971: Charlie und die Schokoladenfabrik (Willy Wonka & the Chocolate Factory) – als Regisseur
- 1972: Mein Herz braucht Liebe (One Is a Lonely Number) – als Regisseur
- 1973: Wattstax (Dokumentarfilm) – als Regisseur und Produzent
- 1978: Das Teufelscamp (Mean Dog Blues) – als Regisseur
- 1978: Feuerfalle (The Triangle Factory Fire Scandal, Fernsehfilm) – als Regisseur
- 1979–1980: Der lange Treck (The Chisholms; Fernsehserie, 16 Folgen) – als Regisseur und Produzent
- 1981: Buana – Die weißen Löwen von Timbawati (The White Lions) – als Regisseur
- 2000: Running on the Sun: The Badwater 135 (Dokumentarfilm) – als Regisseur und Produzent

## Auszeichnungen
- 1964: Emmy für Outstanding Achievement in the Field of Documentary Programs in The Making of the President
- 1965: Oscar-Nominierung für den besten Dokumentarfilm: Vier Tage im November
- 1977: Emmy-Nominierung für Special Classification of Outstanding Program Achievement in Life Goes to the Movies
- 1982: Emmy-Nominierung für Outstanding Drama Special in Bill
- 1997: Emmy-Nominierung für Outstanding Informational Special in Man Ray: Prophet of the Avant Garde